# Coppa di Portogallo 2008-2009 (pallavolo femminile)
La Coppa di Portogallo di pallavolo femminile 2008-2009 è stata la 37ª edizione della coppa nazionale di Portogallo e si è svolta dal 22 novembre 2008 al 25 aprile 2009. Alla competizione hanno partecipato 23 squadre e la vittoria finale è andata per la prima volta al Clube Desportivo Ribeirense.

## Squadre partecipanti
| - Académica - Ala Nun'Álvares - Arcozelo - Belenenses - Braga - Boavista - Cascais - Gueifães | - Senhora da Hora - Juventude - Leixões - Lisboa - Lusófona - Madeira - Saõ Mamede - Oeiras | - Juventude Pacense - Portimão - Póvoa - Ribeirense - Santo Tirso - Trofa - Vitória |

## Torneo

### Tabellone
|  | Quarti di finale | Quarti di finale | Quarti di finale |            |            | Semifinali | Semifinali | Semifinali |  |  | Finale | Finale | Finale |  |
|  |                  |                  |                  |            |            |            |            |            |  |  |        |        |        |  |
|  | Trofa            | Trofa            | 2                |            |            |            |            |            |  |  |        |        |        |  |
|  | Trofa            | Trofa            | 2                |            |            |            |            |            |  |  |        |        |        |  |
|  | Gueifães         | Gueifães         | 3                |            |            |            |            |            |  |  |        |        |        |  |
|  | Gueifães         | Gueifães         | 3                |            | Gueifães   | Gueifães   | 3          |            |  |  |        |        |        |  |
|  |                  |                  |                  |            | Gueifães   | Gueifães   | 3          |            |  |  |        |        |        |  |
|  |                  |                  | Leixões          | Leixões    | 0          |            |            |            |  |  |        |        |        |  |
|  | Vitória          | Vitória          | Leixões          | Leixões    | 0          | 1          |            |            |  |  |        |        |        |  |
|  | Vitória          | Vitória          |                  |            |            |            |            |            |  |  |        |        |        |  |
|  | Leixões          | Leixões          | 3                |            |            |            |            |            |  |  |        |        |        |  |
|  | Leixões          | Leixões          | 3                |            | Gueifães   | Gueifães   | 1          |            |  |  |        |        |        |  |
|  |                  |                  |                  |            |            |            |            |            |  |  |        |        |        |  |
|  |                  |                  | Ribeirense       | Ribeirense | 3          |            |            |            |  |  |        |        |        |  |
|  | Oeiras           | Oeiras           | Ribeirense       | Ribeirense | 3          | 2          |            |            |  |  |        |        |        |  |
|  | Oeiras           | Oeiras           |                  |            |            |            |            |            |  |  |        |        |        |  |
|  | Ribeirense       | Ribeirense       | 3                |            |            |            |            |            |  |  |        |        |        |  |
|  | Ribeirense       | Ribeirense       | 3                |            | Ribeirense | Ribeirense | 3          |            |  |  |        |        |        |  |
|  |                  |                  |                  |            | Ribeirense | Ribeirense | 3          |            |  |  |        |        |        |  |
|  |                  |                  | Madeira          | Madeira    | 1          |            |            |            |  |  |        |        |        |  |
|  | Ala Nun'Álvares  | Ala Nun'Álvares  | Madeira          | Madeira    | 1          | 2          |            |            |  |  |        |        |        |  |
|  | Ala Nun'Álvares  | Ala Nun'Álvares  |                  |            |            |            |            |            |  |  |        |        |        |  |
|  | Madeira          | Madeira          | 3                |            |            |            |            |            |  |  |        |        |        |  |

### Calendario

#### Prima fase
| -                                                                    | Ala Nun'Álvares   | 3 - 0 | Portimão        | 25-0, 25-0, 25-0                  |
| 22 novembre 2008 - ore 15:00 Pavilhão Estádio Universitário, Coimbra | Académica         | 0 - 3 | Vitória         | 11-25, 11-25, 11-25               |
| 22 novembre 2008 - ore 15:00 Pavilhão Universidade de Minho, Braga   | Braga             | 3 - 0 | Lisboa          | 25-7, 25-14, 25-14                |
| 22 novembre 2008 - ore 17:00 Pavilhão de Modelos, Paços de Ferreira  | Juventude Pacense | 2 - 3 | Senhora da Hora | 25-15, 26-24, 21-25, 25-27, 12-15 |
| 22 novembre 2008 - ore 17:00 Pavilhão CD Póvoa, Póvoa de Varzim      | Póvoa             | 0 - 3 | Arcozelo        | 10-25, 11-25, 14-25               |
| 22 novembre 2008 - ore 15:00 Pavilhão Municipal São Julião, Oeiras   | Oeiras            | 3 - 0 | Santo Tirso     | 25-18, 25-17, 25-12               |
| 23 novembre 2008 - ore 15:00 Pavilhão Universidade Lusófona, Porto   | Lusófona          | 0 - 3 | Belenenses      | 11-25, 17-25, 17-25               |
| 1º dicembre 2008 - ore 16:00 Pavilhão Guilherme Pinto Basto, Cascais | Cascais           | 0 - 3 | Boavista        | 16-25, 18-25, 21-25               |
| 13 dicembre 2008 - ore 19:00 Pavilhão Eduardo Soares, Lisbona        | Saõ Mamede        | 3 - 1 | Juventude       | 25-23, 15-25, 25-12, 25-21        |

#### Seconda fase
| 17 gennaio 2009 - ore 15:00 Pavilhão Municipal São Julião, Oeiras    | Oeiras   | 3 - 1 | Senhora da Hora | 25-17, 27-25, 22-25, 25-20 |
| 17 gennaio 2009 - ore 17:30 Pavilhão Romão do Coronado, Trofa        | Trofa    | 3 - 0 | Belenenses      | 25-13, 25-17, 25-14        |
| 24 gennaio 2009 - ore 15:00 Pavilhão Universidade de Minho, Braga    | Braga    | 1 - 3 | Gueifães        | 14-25, 25-21, 19-25, 18-25 |
| 24 gennaio 2009 - ore 17:00 Pavilhão Escola de Caminha, Porto        | Boavista | 0 - 3 | Ala Nun'Álvares | 13-25, 19-25, 12-25        |
| 24 gennaio 2009 - ore 17:00 Pavilhão do Vitória Sport Clube, Setúbal | Vitória  | 3 - 0 | Saõ Mamede      | 25-15, 25-16, 25-20        |
| 31 gennaio 2009 - ore 16:00 Pavilhão Municipal de Arcozelo, Barcelos | Arcozelo | 1 - 3 | Leixões         | 22-25, 25-18, 23-25, 18-25 |

#### Quarti di finale
| 21 febbraio 2009 - ore 15:00 Pavilhão Ala Nun'Álvares, Gondomar       | Ala Nun'Álvares | 2 - 3 | Madeira    | 26-24, 26-24, 17-25, 21-25, 8-15  |
| 24 febbraio 2009 - ore 16:00 Pavilhão Municipal São Julião, Oeiras    | Oeiras          | 2 - 3 | Ribeirense | 26-24, 19-25, 20-25, 25-15, 10-15 |
| 24 febbraio 2009 - ore 17:00 Pavilhão do Vitória Sport Clube, Setúbal | Vitória         | 1 - 3 | Leixões    | 24-26, 23-25, 26-24, 11-25        |
| 24 febbraio 2009 - ore 17:00 Pavilhão Romão do Coronado, Trofa        | Trofa           | 2 - 3 | Gueifães   | 25-16, 25-18, 20-25, 26-28, 11-15 |

#### Semifinali
| 21 marzo 2009 - ore 18:00 Pavilhão Escola Lajes do Pico, Porto | Ribeirense | 3 - 1 | Madeira | 21-25, 25-17, 25-21, 25-19 |
| 21 marzo 2009 - ore 16:00 Pavilhão Municipal de Gueifães, Maia | Gueifães   | 3 - 0 | Leixões | 25-12, 25-19, 25-13        |

#### Finale
| 25 aprile 2009 - ore 11:30 Pavilhão Multiusos de Baião, Baião | Gueifães | 1 - 3 | Ribeirense | 14-25, 25-18, 17-25, 16-25 |